# بخش شالرسویل (شهرستان پورتاژ، اوهایو)
بخش شالرسویل (به انگلیسی: Shalersville Township) یک منطقهٔ مسکونی در ایالات متحده آمریکا است که در شهرستان پورتیج، اوهایو واقع شده‌است.
 بخش شالرسویل ۷۱٫۵ کیلومتر مربع مساحت و ۵٬۶۷۰ نفر جمعیت دارد و ۳۴۱ متر بالاتر از سطح دریا واقع شده‌است.